# Josef Huber
Josef Huber (18 de Julho de 1915 - 24 de Maio de 2008) foi um piloto alemão da Luftwaffe durante a Segunda Guerra Mundial. Voou 721 missões de combate, nas quais destruiu mais de 46 tanques inimigos, 250 veículos militares e uma série de alvos inimigos.